# Florian Schneider (sciatore)
Florian Schneider (1982) è un ex sciatore alpino tedesco.

## Biografia
Attivo in gare FIS dal dicembre del 1997, in Coppa Europa Schneider esordì il 6 febbraio 2002 a Tarvisio in discesa libera (70º), ottenne il miglior piazzamento l'11 marzo successivo a La Clusaz in supergigante (42º) e prese per l'ultima volta il via il 14 febbraio 2003 a Sella Nevea nella medesima specialità, senza completare la prova. Si ritirò al termine della stagione 2003-2004 e la sua ultima gara fu la discesa libera dei Campionati tedeschi 2004, disputata a Sankt Moritz il 26 marzo e chiusa da Schneider al 17º posto. In carriera non debuttò in Coppa del Mondo né prese parte a rassegne olimpiche o iridate.

## Palmarès

### Campionati tedeschi
- 1 medaglia:
  - 1 argento (discesa libera nel 2003)